# Haifaa al-Mansour
Haifaa al-Mansour (em árabe: هيفاء المنصور) (Al Zulfi, 10 de agosto de 1974) é uma diretora de cinema da Arábia Saudita. Ela é uma das mais conhecidas e controversas directoras de cinema, e a primeira mulher saudita a tornar-se cineasta.

## Início da vida e educação
Haifaa al-Mansour é a oitava (de doze) filha do poeta Abdul Rahman Mansour, que introduziu a ela os filmes através de formatos em vídeo, dado que não havia salas de cinema na Arábia Saudita entre 1983 e 2018. Um dos seus actores favoritos foi Jackie Chan. Ela é de Al Zulfi, mas cresceu em Al-Hasa.
Com o incentivo do seu pai, ela estudou literatura comparativa na Universidade Americana do Cairo. Mais tarde, ela concluiu um Mestrado em Estudos de Cinema pela Universidade de Sydney, na Austrália.

## Carreira
Ela começou sua carreira de cineasta com três curtas, Quem?, A Amarga Viagem e A Única Maneira de Sair. A Única Maneira de Sair ganhou diversos prémios nos Emirados Árabes Unidos, e na Holanda. Ela seguiu com a carreira, depois destas curtas, com o documentário Mulheres Sem Sombras, que lida com a vida oculta das mulheres árabes do Golfo Pérsico. Ela viu o seu trabalho a ser mostrado em 17 festivais internacionais. O filme recebeu o Punhal de Ouro de Melhor Documentário no Festival de Cinema de Mascate e uma menção especial do júri no quarto Festival de Cinema Árabe de Roterdão. Haifaa al-Mansour foi convidada para o 28º Festivas de Três Continentes em Nantes, França.
Ela não tinha a intenção de que o seu trabalho se focasse sobre as questões das mulheres, mas, encontrou-os demasiado importante para não  serem endereços. Tanto Quem?  como As Mulheres Sem Sombras abordam o costume da abaya. Ela recebeu mensagens de ódio e críticas por não ser religiosa, o que ela nega. Ela, no entanto, sente que a Arábia Saudita precisa ter uma visão mais crítica da sua cultura. Ela também recebeu elogios de árabes por incentivar a discussão sobre temas geralmente considerados tabu na sua sociedade.
Em 2014, foi relatado que al-Mansour iria ser directora da obra Uma Tempestade nas Estrelas, um filme de drama romântico sobre o início da vida da escritora Mary Shelley. O filme foi mais tarde renomeado para Mary Shelley e estreou no Festival Internacional de Cinema de Toronto, em 2017.
De seguida, al-Mansour anunciou que ela estava em vias de dirigir Nappily Ever After, uma adaptação do livro com o mesmo nome de Trisha R. Thomas.
Ela foi escolhida para ser jurado para a secção Un certain Regard do Festival de Cinema de Cannes de 2015.
Em abril de 2020, a cineastra foi anunciada pela Netflix como diretora da adaptação de A Seleção, série de livros de Kiera Cass.

## Vida pessoal
Haifaa al-Mansour viveu no Bahrein durante alguns anos, e depois se mudou para a Califórnia com o seu marido, Bradley Niemann, um diplomata norte-americano, e seus dois filhos, Adão e Hailey.